# Эвкалипт белый
Эвкалипт белый, или Эвкалипт беловатый (лат. Eucalyptus albens) — вечнозелёное дерево, вид рода Эвкалипт (Eucalyptus) семейства Миртовые (Myrtaceae).

## Ботаническое описание
Эвкалипт белый — дерево высотой 15—25 м с прямым стволом, составляющим примерно половину его общей высоты, и разветвлённой раскидистой кроной. Ствол может достигать 0,5 метра в диаметре на высоте груди и имеет грубую, волокнистую, бледно-серую, иногда мозаичную кору до основания крупных ветвей. Кора выше этого уровня гладкая и белая и ежегодно сбрасывается короткими лентами. Листья на молодых растениях расположены очередно, от яйцевидных до почти круглых, голубовато-серые, 90-150 мм в длину, 60-115 мм в ширину с черешком. Зрелые листья имеют ланцетовидную форму, тускло-серовато-зелёные и более светлые с одной стороны, 100—160 мм в длину и 17-30 мм в ширину с черешком длиной 15-22 мм. Цветочные бутоны расположены на ветвящемся соцветии, каждая ветвь которого содержит группу из семи бутонов. Цветонос уплощённый или угловатый 10-18 мм в длину. Цветок расположен на цилиндрической цветоножке длиной до 5 мм. Бутоны веретенообразные или более или менее цилиндрические, 10-18 мм в длину и 4-7 мм в ширину, с конусовидным колпачком; примерно такой же длины, как цветочная чашечка. Цветки белые, появляются осенью с марта по май. Плоды в форме урны или бочонка, 6-14 мм в длину и 5-10 мм в ширину.

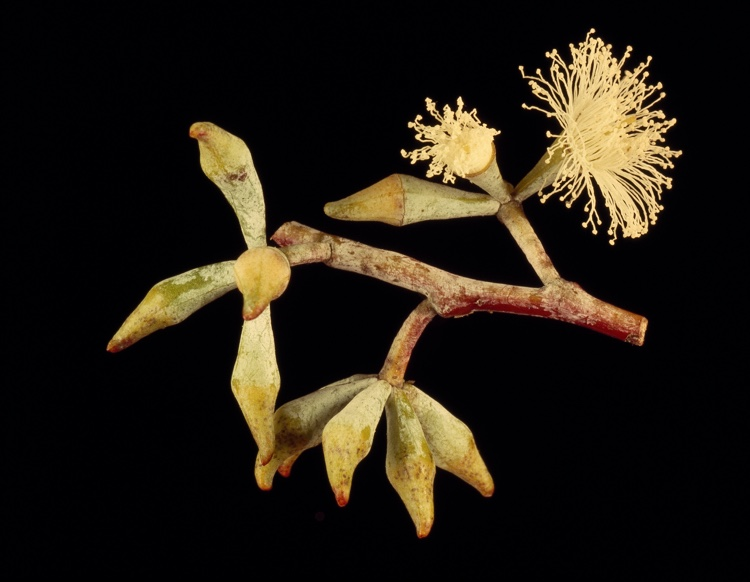
Бутоны и цветки
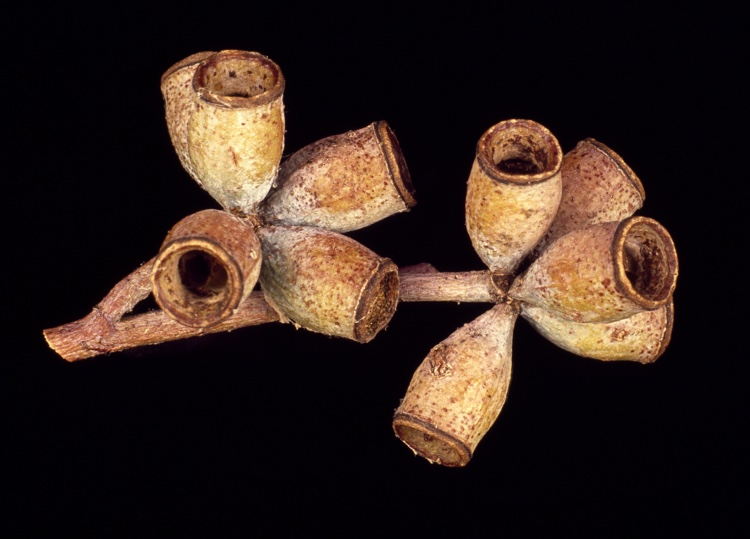
Плоды

## Распространение и экология
В природе ареал охватывает восток и юго-восток Австралии — западные склоны и низменности восточной стороны центральной части плоскогорья Нового Южного Уэльса; на север доходит до Квинсленда, а на юге проникает в северную часть штата Виктория и верхние районы Джиппсленда.
В южных районах растёт на склонах до 400 м, а в северной части хребта Нью-Ингленд поднимается до 600 м над уровнем моря. Растёт на довольно богатых, хорошо дренированных глинистых, а также каменистых почвах; встречается и на почвах, подстилаемых известняками.
Двухлетние растения при абсолютном минимуме в −9,5… −7,5 °C отмерзали до корневой шейки, но восстанавливались порослевыми побегами от пня. Взрослые порослевые деревья в эти зимы потеряли крону и вершину ствола. Сравнительно хорошо переносит жару и устойчив к засухе.

## Значение и применение
Хороший медонос и перганос.
Древесина светлая, очень тв`рдая и прочная. Используется в Австралии на мачты, столбы и шпалы.
Листья содержат эфирное эвкалиптовое масло (0,11 %), состоящее из цинеола (30 %), пинена, цимена и аромадендраля.

## Классификация

### Представители
В рамках вида выделяют несколько разновидностей:
- Eucalyptus albens var. albens
- Eucalyptus albens var. elongata Blakely

### Таксономия
Вид Эвкалипт белый входит в род Эвкалипт (Eucalyptus) подсемейства Миртовые (Myrtoideae) семейства Миртовые (Myrtaceae) порядка Миртоцветные (Myrtales).
|  |                                      |  |                                                             |                                                             |                    |  | ещё 13 семейств (согласно Системе APG II) | ещё 13 семейств (согласно Системе APG II)    |                                              |  |  |  | ещё 130 родов       | ещё 130 родов      |  |  |
|  |                                      |  |                                                             |                                                             |                    |  | ещё 13 семейств (согласно Системе APG II) | ещё 13 семейств (согласно Системе APG II)    |                                              |  |  |  | ещё 130 родов       | ещё 130 родов      |  |  |
|  |                                      |  |                                                             | порядок Миртоцветные                                        |                    |  |                                           |                                              | подсемейство Миртовые                        |  |  |  |                     | вид Эвкалипт белый |  |  |
|  |                                      |  |                                                             | порядок Миртоцветные                                        |                    |  |                                           |                                              | подсемейство Миртовые                        |  |  |  |                     | вид Эвкалипт белый |  |  |
|  | отдел Цветковые, или Покрытосеменные |  |                                                             |                                                             | семейство Миртовые |  |                                           |                                              | род Эвкалипт                                 |  |  |  |                     |                    |  |  |
|  | отдел Цветковые, или Покрытосеменные |  |                                                             |                                                             |                    |  |                                           |                                              |                                              |  |  |  |                     |                    |  |  |
|  |                                      |  | ещё 44 порядка цветковых растений (согласно Системе APG II) | ещё 44 порядка цветковых растений (согласно Системе APG II) |                    |  |                                           | ещё 1 подсемейство (согласно Системе APG II) | ещё 1 подсемейство (согласно Системе APG II) |  |  |  | ещё более 700 видов |                    |  |  |
|  |                                      |  |                                                             | ещё 44 порядка цветковых растений (согласно Системе APG II) |                    |  |                                           |                                              | ещё 1 подсемейство (согласно Системе APG II) |  |  |  |                     |                    |  |  |